# Amphiprion nigripes
Poisson-clown des Maldives
Espèce
Amphiprion nigripes, communément nommé Poisson-clown des Maldives, est une espèce de poissons marins de la famille des Pomacentridés.

## Description
Le Poisson-clown des Maldives est un poisson de petite taille pouvant atteindre 11 cm de long.Son corps est d'apparence trapue, de forme ovale, comprimé latéralement et avec un profil arrondi.
La coloration du corps va de l'orange rouille courant au jaune orangé plus rare. Une bande blanche verticale passe en arrière de l’œil.
La nageoire pelvienne et anale sont noires ainsi que la partie inférieure du ventre. À noter que parfois selon les secteurs géographiques, la nageoire anale peut être de la même couleur que le reste du corps.

## Distribution
Cette espèce fréquente les eaux tropicales de l'ouest de l'Océan Indien et plus particulièrement des Maldives, des Laquedives et du Sri Lanka.

## Habitat
Le Poisson-clown des Maldives apprécie les récifs coralliens et plus particulièrement le bord des platiers ou la pente externe des récifs. Il vit exclusivement en association avec l'anémone magnifique.

## Alimentation
Amphiprion nigripes est omnivore, il se nourrit d'algues, de petits crustacés benthiques et de zooplancton.

## Comportement
Le Poisson-clown des Maldives a une activité diurne. Il est hermaphrodite protandre, c'est-à-dire que l'animal est d'abord mâle puis devient femelle, et vit en harem au sein duquel la hiérarchie est très marquée et basée sur l'agressivité physique constante du dominant envers les dominés. Il est territorial et lié à son anémone<. Ce n'est pas un poisson nageur, il demeure toujours à proximité directe de son hôte et s'en éloigne d'à peine quelques mètres pour chercher sa nourriture. 
Le mutualisme est le terme qui définit le type de relation associative entre l’anémone de mer et le poisson-clown. En effet, un mucus protecteur, développé depuis le stade larvaire, est réparti sur le corps du poisson et l'immunise contre le venin urticant produit par l’anémone. Le poisson trouve un abri au sein de l’anémone. En contrepartie le poisson-clown peut servir de leurre pour attirer des proies vers l’anémone et déparasiter cette dernière. Il peut aussi défendre son anémone contre des attaques de certains poissons pouvant brouter l’anémone comme les Poissons-papillons.